# Даниленко, Николай Никитович
Николай Никитович Даниленко (24 октября 1921, с. Ракитное, Курская губерния — 30 июня 1987, Москва) — подполковник Советской Армии, участник Великой Отечественной войны, Герой Советского Союза (1945).

## Биография
Николай Даниленко родился 24 октября 1921 года в селе Ракитное (ныне — районный центр в Белгородской области) в крестьянской семье. Окончил восемь классов школы в родном селе, затем школу фабрично-заводского ученичества в городе Электросталь Московской области и Ногинский аэроклуб. Работал в Электростали на заводе. В 1940 году Даниленко был призван на службу в Рабоче-крестьянскую Красную Армию. В 1942 году он окончил Качинскую военную авиационную школу. С апреля того же года — на фронтах Великой Отечественной войны. Участвовал в боях на Западном и 3-м Белорусском фронтах. Принимал участие в боях подо Ржевом, Смоленской операции 1943 года, Белорусской, Гумбиннен-Гольдапской, Восточно-Прусской операциях.
К марту 1945 года гвардии капитан Николай Даниленко был заместителем командира эскадрильи 18-го гвардейского истребительного авиаполка 303-й истребительной авиадивизии 1-й воздушной армии 3-го Белорусского фронта. К тому времени он совершил 256 боевых вылетов, принял участие в 49 воздушных боях, в которых сбил 16 вражеских самолётов лично и ещё 1 — в группе.
Указом Президиума Верховного Совета СССР от 19 апреля 1945 года за «образцовое выполнение боевых заданий командования на фронте борьбы с немецкими захватчиками» капитан Николай Даниленко был удостоен высокого звания Героя Советского Союза с вручением ордена Ленина и медали «Золотая Звезда».
К концу войны Даниленко совершил 309 боевых вылетов, принял участие в 61 воздушных боях, однако количество сбитых самолётов противника не увеличилось. После окончания войны Даниленко продолжил службу в Советской Армии. Участвовал в Корейской войне, принимал участие в воздушных боях, но данных об одержанных им победах не имеется. В 1954 году в звании подполковника он был уволен в запас. Проживал и работал в Москве. Умер 30 июня 1987 года, похоронен на Кунцевском кладбище Москвы.

## Награды
Был также награждён двумя орденами Красного Знамени, двумя орденами Отечественной войны 1-й степени, орденом Красной Звезды, рядом медалей.

## Память
В честь Даниленко названа улица в Ракитном, там же установлен его бюст.